# Dezember 1999
Portal Geschichte | Portal Biografien | Aktuelle Ereignisse | Jahreskalender | Tagesartikel

◄ |
19. Jahrhundert |
20. Jahrhundert
| 21. Jahrhundert

◄ |
1960er |
1970er |
1980er |
1990er
| 2000er | 2010er | 2020er | ►

◄ |
1995 |
1996 |
1997 |
1998 |
1999
| 2000 | 2001 | 2002 | 2003 | ►

◄ |
September 1999 |
Oktober 1999 |
November 1999 |
Dezember 1999 |
Januar 2000 |
Februar 2000 |
März 2000 |
►
Dieser Artikel behandelt tagesbezogene Nachrichten und Ereignisse im Dezember 1999.

## Tagesgeschehen

### Mittwoch, 1. Dezember 1999
- Brüssel/Belgien: Mit der Unterschrift von Außenminister David Andrews wird Irland in die Partnership for Peace (deutsch Partnerschaft für den Frieden) zwischen dem Militärbündnis NATO und überwiegend bündnisfreien Staaten aufgenommen.[1]

### Donnerstag, 2. Dezember 1999
- Klettwitz/Deutschland: Der Verein „Lausitz Ring e. V.“ veranstaltet das Richtfest für die Motorsport-Rennstrecke EuroSpeedway Lausitz.[2]
- Wilhelmsburg/Österreich: Bei einer schweren Gasexplosion und dem dadurch verursachten Einsturz eines dreistöckigen Gebäudes sterben zehn Menschen.[3]

### Freitag, 3. Dezember 1999
- Bas du Fort/Guadeloupe: In ihrem Ruderboot erreicht die Amerikanerin Tori Murden nach 81 Tagen und 4.767 km Wegstrecke zwischen Los Gigantes auf den Kanarischen Inseln und Bas du Fort die Kleinen Antillen. Sie ist die erste Frau, die den Atlantik in einem Ruderboot alleine überquert.[4]
- Mars: Der Mars Polar Lander sendet keine Funksignale mehr an die Weltraumorganisation NASA. Der Grund für den Verlust nach etwa elf Monaten Flugzeit liegt vermutlich im zu frühzeitigen Abstellen der Bremstriebwerke in Vorbereitung der Mars-Landung.[5]

### Samstag, 4. Dezember 1999

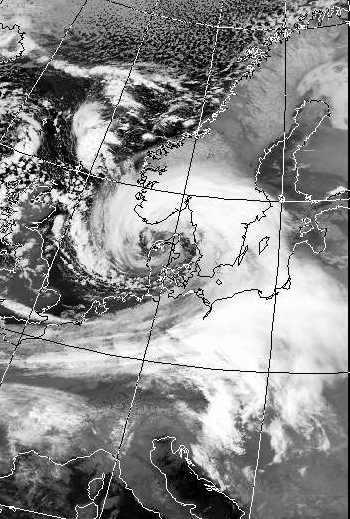
Orkan Anatol

- Aarau/Schweiz: Die politische Partei Liste der Unabhängigen beschließt ihre Selbstauflösung auf nationaler Ebene. Die längste Zeit unter der Bezeichnung „Landesring der Unabhängigen“ war sie seit der Wahl 1935 stets mit mindestens einem Mandatsträger im Nationalrat vertreten.[6]
- Brüssel/Belgien: Prinz Philippe, der erstgeborene Sohn des Königs der Belgier Albert II., und Mathilde d’Udekem d’Acoz feiern ihre Hochzeit.[7]
- Dänemark, Norddeutschland, Südschweden: Der Orkan Anatol löst sich auf. In den zwei Tagen zuvor verursachte er in Dänemark und Norddeutschland erhebliche Schäden. In Dänemark gilt er als schlimmster Orkan des 20. Jahrhunderts.
- Innsbruck/Österreich: Am Bergisel kommen beim siebten Freestyle-Snowboard-Festival „Air & Style“, einem der größten in Europa, fünf Personen in einem Menschengedränge ums Leben.
- Russland: Viktor Kasanzew, Generaloberst in Dagestan und Unterhändler in Tschetschenien, wird als Held der Russischen Föderation ausgezeichnet.

### Sonntag, 5. Dezember 1999
- Maputo/Mosambik: Die seit dem 3. Dezember laufende Präsidentschaftswahl endet mit einem Sieg von Joaquim Chissano von der Regierungspartei Frente da Libertação de Moçambique.

### Dienstag, 7. Dezember 1999

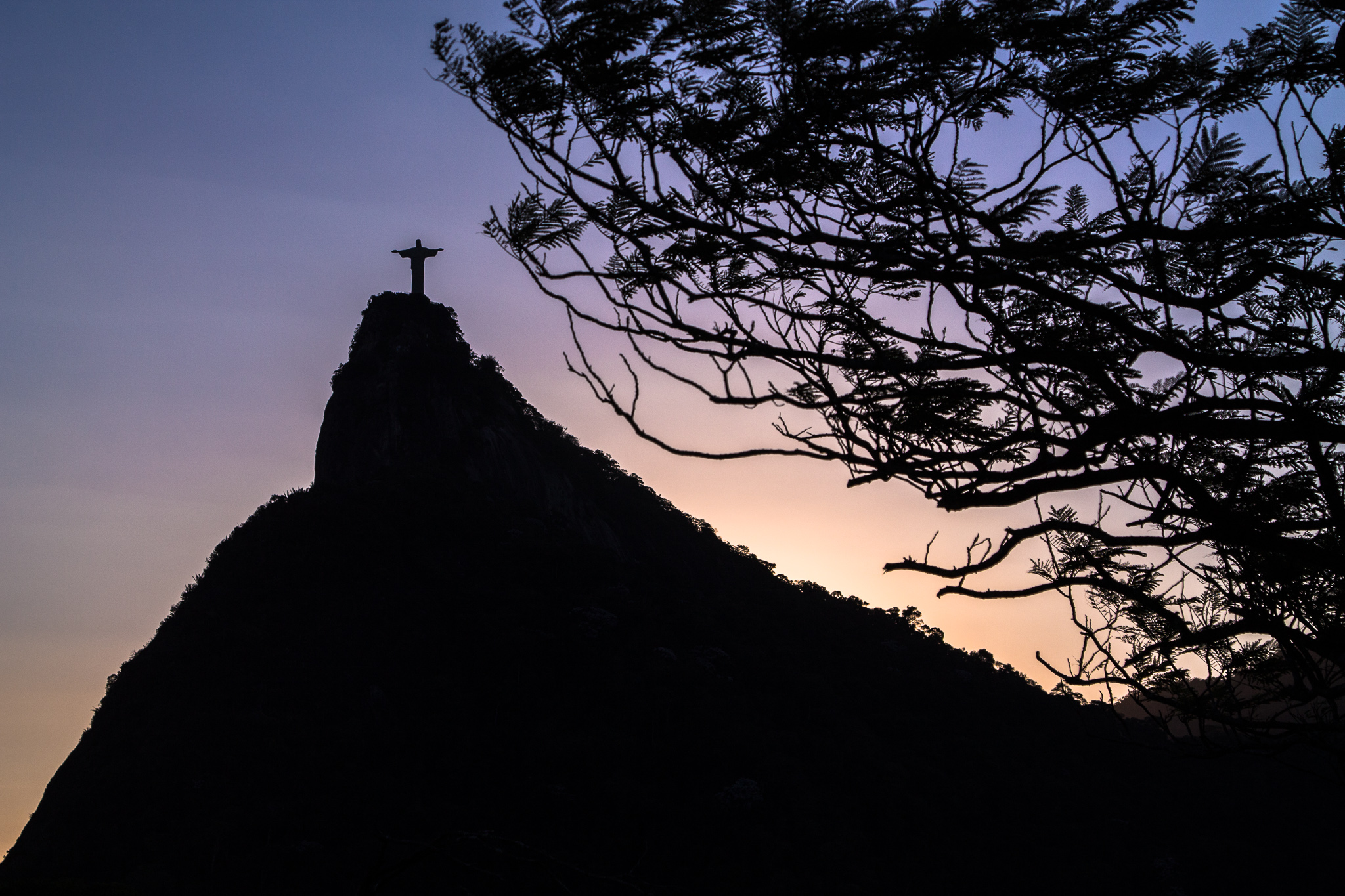
Christusstatue

- Berlin/Deutschland: Bundeskanzler Gerhard Schröder wird vom Bundesparteitag der SPD mit 86,3 % der Stimmen als Parteivorsitzender  bestätigt.[8]
- Lausanne/Schweiz: Mit dem Kodak-Entscheid regelt das Bundesgericht die Zulässigkeit von Parallelimporten patentrechtlich geschützter Produkte. Gegen den Willen des Patentinhabers sind Parallelimporte zukünftig ausgeschlossen, sofern sich der Rechteinhaber kartellrechtskonform verhält.[9]
- Rio de Janeiro/Brasilien: Der österreichische Base-Jumper Felix Baumgartner springt um 7.00 Uhr Ortszeit vom rechten Arm der Christusstatue auf dem Corcovado mit dem Fallschirm ab.

### Donnerstag, 9. Dezember 1999
- Berlin/Deutschland: Die Mitglieder des Berliner Abgeordnetenhauses wählen Eberhard Diepgen (CDU) zum dritten Mal in Folge zum Regierenden Bürgermeister. Die 1991 geschlossene große Koalition wird fortgesetzt.[10]

### Freitag, 10. Dezember 1999
- Helsinki/Finnland: Auf der Tagung des Europäischen Rats fällt der Beschluss, dass die 15 Mitgliedstaaten der Europäischen Union (EU) im Jahr 2000 mit den Ländern Bulgarien, Lettland, Litauen, Malta, Rumänien und Slowakei Gespräche über deren EU-Beitritt aufnehmen. Damit erhöht sich die Zahl der Kandidaten auf zwölf. Seit der letzten Erweiterung 1995 wurden bereits Verhandlungen mit Estland, Polen, Slowenien, der Tschechischen Republik, Ungarn und Zypern aufgenommen.[11]
- Tirana/Albanien: Das Verfassungsgericht erklärt die Todesstrafe für verfassungswidrig.

### Samstag, 11. Dezember 1999

EU-Staaten (dunkelblau), Beitrittskandidaten (hellblau), beitrittswillig (rosa)

- Helsinki/Finnland: Vom Europäischen Rat wird der Republik Türkei im Prozess um deren Beitritt zur Europäischen Union der Status „Beitrittswilliges Land“ verliehen. Für Diplomaten ist diese Formulierung die höfliche Umschreibung dafür, dass die Türkei auf absehbare Zeit nicht zum Beitrittskandidaten erhoben wird. Der Vorsitz des Ratstreffens bilanziert, mit dem Begriff solle die Türkei „zu Reformen angeregt“ werden.[12]

### Sonntag, 12. Dezember 1999
- Lillehammer/Norwegen: Die Auswahl des Gastgeberlandes ist Weltmeister im Handball durch einen 25:24-Sieg nach Verlängerung im Finale der 14. Frauen-WM gegen Frankreich.[13]

### Montag, 13. Dezember 1999
- Bukarest/Rumänien: Radu Vasile tritt als Ministerpräsident zurück.
- Köln/Deutschland: Der Kölner Zeitungskrieg beginnt mit der kostenlosen Verteilung der Tageszeitung 20 Minuten Köln im Stadtgebiet.
- N’Djamena/Tschad: Nagoum Yamassoum löst Nassour Guelendouksia Ouaido als Premierminister ab.

### Dienstag, 14. Dezember 1999

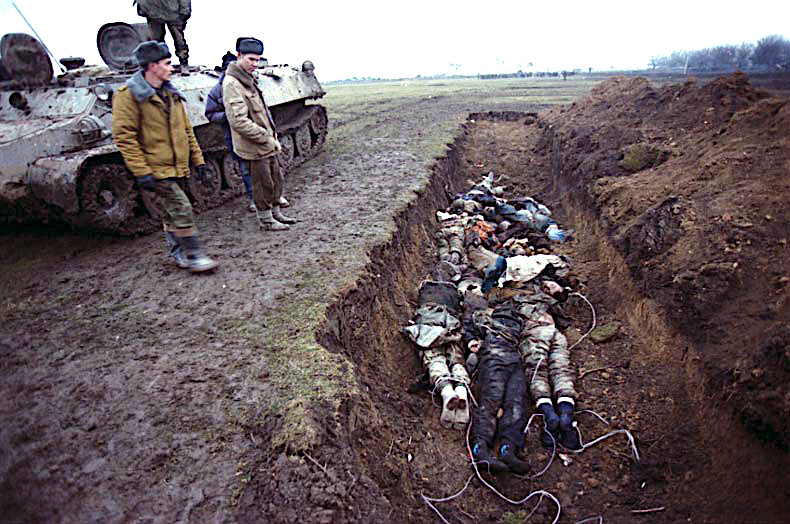
Massengrab in Tschetschenien

- Berlin/Deutschland: Die Washingtoner Erklärung wird von Deutschland mit der „Erklärung der Bundesregierung, der Länder und der kommunalen Spitzenverbände zur Auffindung und zur Rückgabe NS-verfolgungsbedingt entzogenen Kulturgutes, insbesondere aus jüdischem Besitz“ umgesetzt.[14][15]
- Europa: Das Abkommen „Gemeinsame Strategie EU-Ukraine“ zwischen der Europäischen Union und der Ukraine wird unterzeichnet.
- Grosny/Russland: Im zweiten Tschetschenienfeldzug dringen russische Truppen erstmals in die tschetschenische Hauptstadt vor.[16]

### Mittwoch, 15. Dezember 1999
- Hannover/Deutschland: Der Landtag wählt Sigmar Gabriel (SPD) zum neuen Ministerpräsidenten von Niedersachsen. Sein Amtsvorgänger und Parteikollege Gerhard Glogowski trat wegen einer Reise-Affäre zurück.[17]
- Redmond/Vereinigte Staaten: Der Hard- und Softwarehersteller Microsoft beliefert ab heute Händler und ausgewählte Abnehmer mit dem neuen Betriebssystem Windows 2000. Das System ist voraussichtlich das letzte Produkt einer Entwicklungslinie, die 1981 mit dem Microsoft Disk Operating System ihren Anfang nahm, denn der Konzern gibt inzwischen einer Entwicklungslinie den Vorzug, deren Ausgangspunkt das Virtual Memory System war und deren Produkte seit 1993 am Kürzel „NT“ erkennbar sind.[18]
- Skopje/Mazedonien: Boris Trajkovski von der Partei Innere Mazedonische Revolutionäre Organisation – Demokratische Partei für Mazedonische Nationale Einheit, der als Protestant weder der in Mazedonien dominierenden Glaubensgemeinschaft der Orthodoxen Christen noch der zweitstärksten Religion Islam angehört, wird als neuer Präsident vereidigt.[19]

### Donnerstag, 16. Dezember 1999
- Mainz/Deutschland: Der frühere Bundeskanzler und CDU-Vorsitzende Helmut Kohl räumt in einem Interview mit dem Rundfunkveranstalter ZDF ein, dass er in der CDU-Spendenaffäre 1,5 bis 2 Millionen D-Mark illegale Parteispenden zwischen 1993 und 1998 angenommen und an die CDU weitergegeben habe. Die Namen der Spender gibt er unter Berufung auf das den Spendern gegebene Ehrenwort nicht preis.[20][21]
- Vargas/Venezuela: Bei Überschwemmungen im Norden des Landes, von denen der Bundesstaat Vargas am stärksten betroffen ist, kommen mindestens 5.000 Menschen ums Leben. 25.000 weitere gelten als vermisst.[22]

### Freitag, 17. Dezember 1999
- New York/Vereinigte Staaten: Der Sicherheitsrat der Vereinten Nationen beschließt die Entsendung einer neuen Inspektionsgruppe in den Irak, die sich ein Bild von der Rüstungstätigkeit des Landes machen soll.[23]
- Wiesbaden/Deutschland: „Millennium“ als Synonym für „Jahrtausend“ lautet für die Gesellschaft für deutsche Sprache das Wort des Jahres in Deutschland.[24]

### Samstag, 18. Dezember 1999

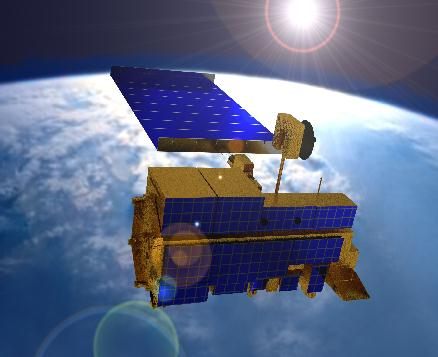
Satellit Terra

- Santa Barbara County/Vereinigte Staaten: Die NASA startet auf der Vandenberg Air Force Base den Erdbeobachtungssatelliten Terra. Er soll in einer sonnensynchronen Geschwindigkeit die Erde umkreisen.

### Sonntag, 19. Dezember 1999

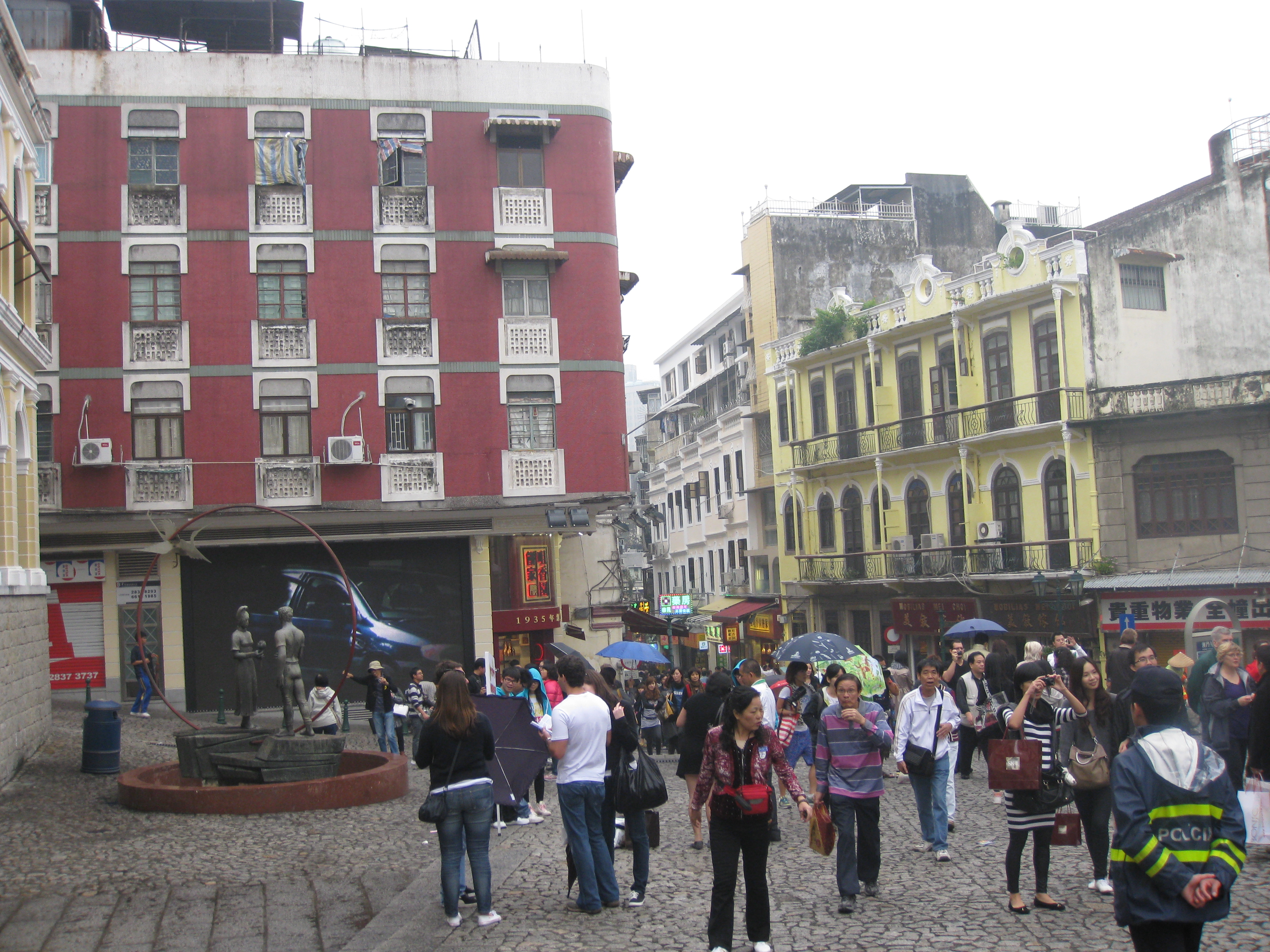
Altstadt von Macau

- Macau/China: Die portugiesische Kolonie am Südchinesischen Meer fällt an die Volksrepublik China. Die ab heute existente Sonderverwaltungszone bleibt eigenständiges Mitglied der Welthandelsorganisation WTO und führt unverändert die eigene Währung Macau-Pataca.[25]
- Moskau/Russland: Bei der Wahl einer neuen Duma entscheiden sich 24,9 % für die Kommunistische Partei der Russischen Föderation und machen sie wie bereits 1995 zur stärksten Kraft im Parlament.[26]

### Mittwoch, 29. Dezember 1999
- Aşgabat/Turkmenistan: Präsident Saparmyrat Nyýazow unterschreibt einen Erlass zur Abschaffung der Todesstrafe in Turkmenistan. Als höchstes Strafmaß werden zugleich 25 Jahre Freiheitsentzug festgelegt.[27]

## Weblinks

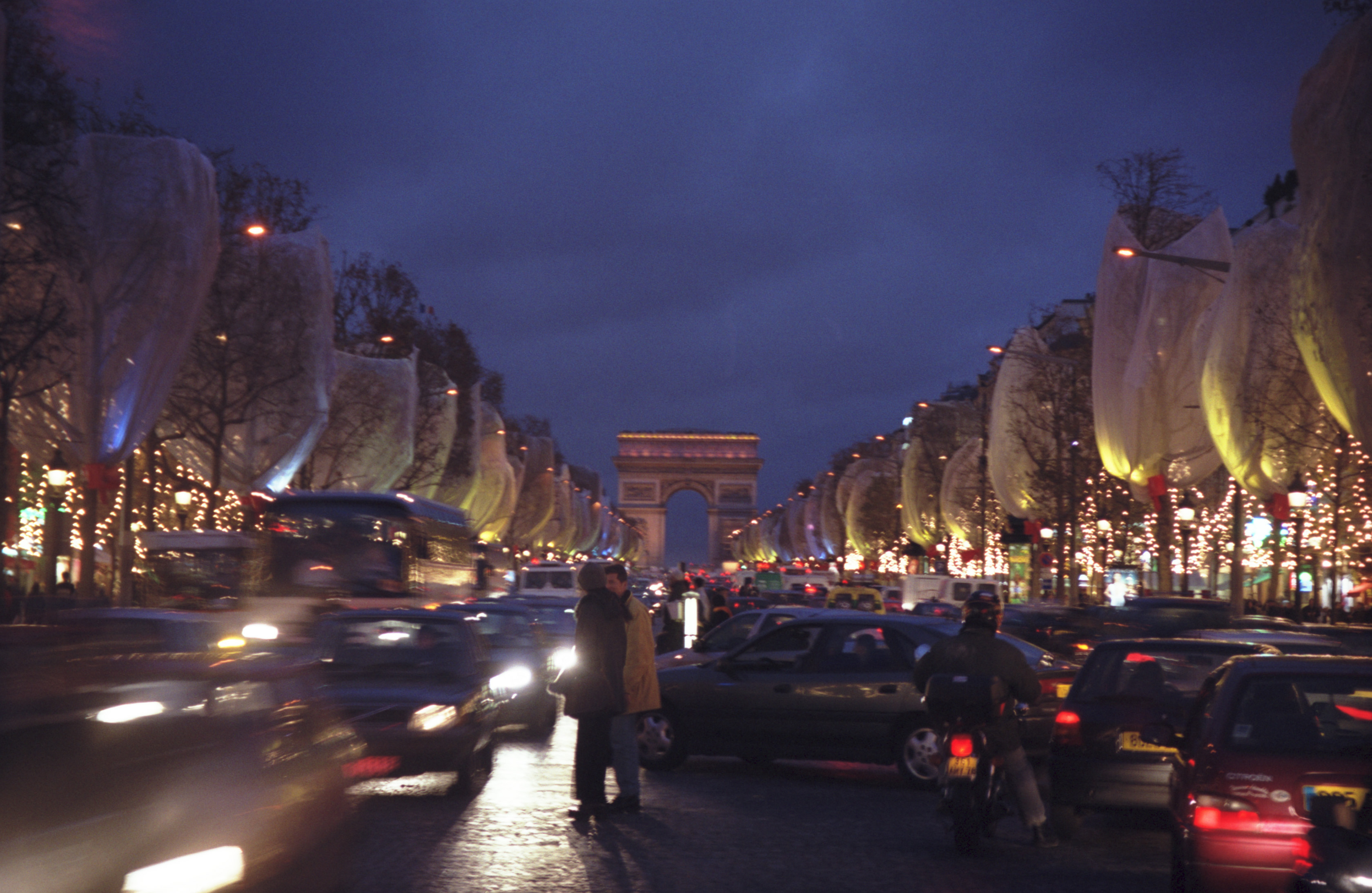
Paris im Dezember 1999

### Freitag, 31. Dezember 1999

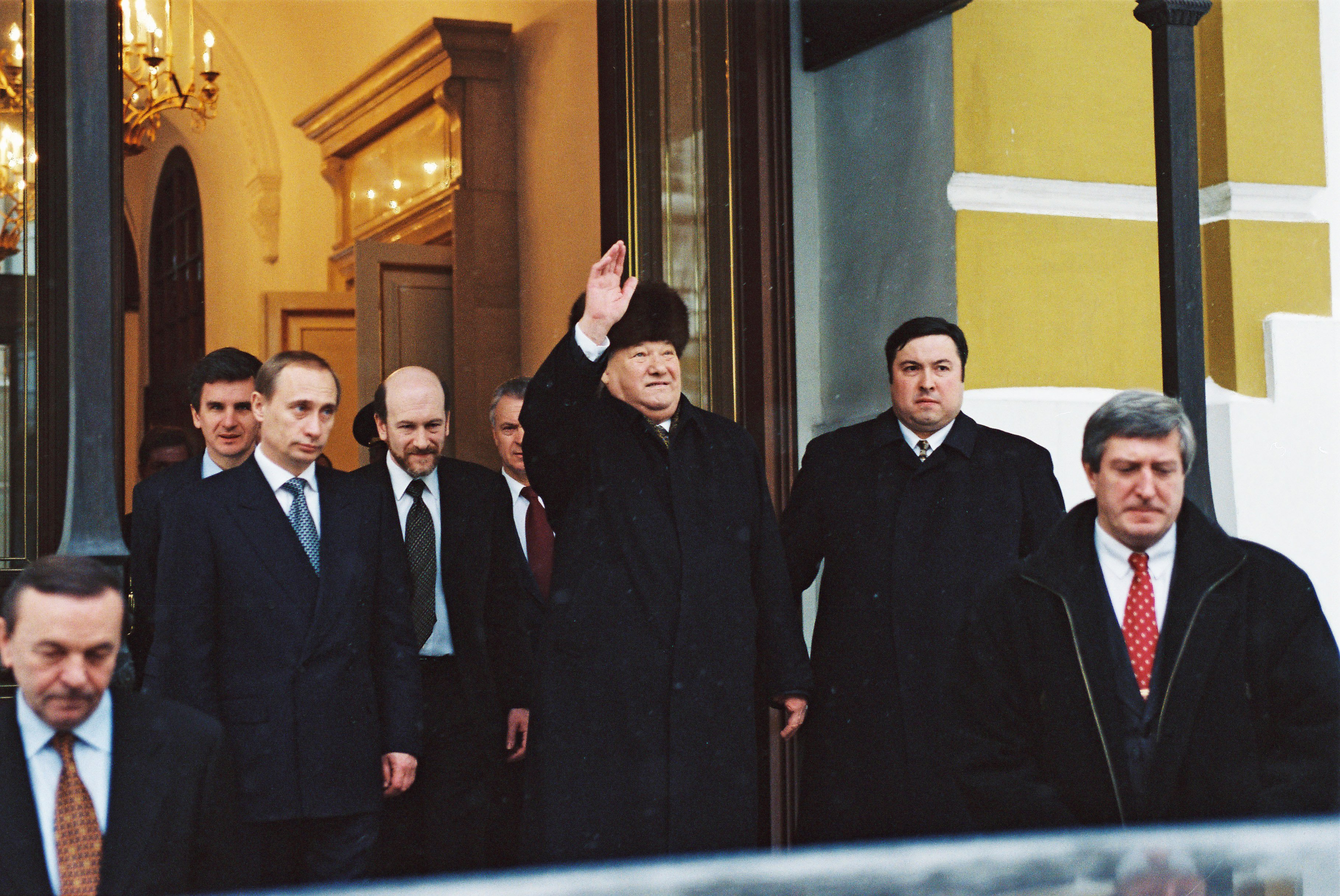
Links: Wladimir Putin, rechts: Boris Jelzin

- Moskau/Russland: Präsident Boris Jelzin erklärt seinen Rücktritt und betraut Ministerpräsident Wladimir Putin mit der Fortführung der Amtsgeschäfte. Jelzin unterstützte als letzter Präsident der Russischen Sozialistischen Föderativen Sowjetrepublik im Jahr 1991 maßgeblich den Prozess des Zerfalls der Sowjetunion, um die Gründung eines souveränen russischen Staats möglich zu machen.[28]